# 11 Pułk Piechoty Liniowej
11 Pułk Piechoty Liniowej – polski pułk piechoty okresu powstania listopadowego.

## Formowanie i zmiany organizacyjne
Po abdykacji Napoleona, car Aleksander I wyraził zgodę na odesłanie oddziałów polskich do kraju. Miały one stanowić bazę do tworzenia Wojska Polskiego pod dowództwem wielkiego księcia Konstantego. 13 czerwca 1814 pułkowi wyznaczono miejsce koncentracji w Łomży.  Pułk nie został jednak odtworzony, bowiem etat armii Królestwa Polskiego przewidywał tylko 12 pułków piechoty. Nowe pułki piechoty sformowano dopiero po wybuchu powstania listopadowego. Rozkaz dyktatora gen. Józefa Chłopickiego z 10 stycznia 1831 roku nakładał obowiązek ich organizowania na władze wojewódzkie. 11 pułk piechoty tworzony był w województwie sandomierskim pierwotnie pod nazwą: 1 Pułk Województwa Sandomierskiego.
Wg etatu pułk miał liczyć 2695 ludzi, rekrutowanych (podobnie jak 12 ppl) z Gwardii Ruchomej Województwa Sandomierskiego. Zgodnie z raportem Regimentarza Lewego Brzegu Wisły z 9 stycznia 1831 Gwardia Ruchoma w tym województwie liczyła 6041 rekrutów. Pod koniec stycznia pułk liczył 2030 żołnierzy. W wykazach Komisji Wojskowej Rządu Stan obecnych do boju pojawia się 31 marca 1831 roku w liczbie 1712 żołnierzy (2 bataliony) w składzie korpusu Sierawskiego, następnie Dziekońskiego w sandomierskiem. 4 kwietnia liczy 1719 ludzi, 20 kwietnia – 1690. Od 6 maja wykazywany jest w składzie 3 batalionów, 1909 ludzi. Potem jego liczebność wzrasta do 1912 ludzi 8 maja, 2049 – 5 czerwca i 2066 – 6 lipca. Wtedy był włączony w skład grupy gen. Ramoriny. 22 sierpnia liczył 1617 ludzi w 3 batalionach w składzie VI DP gen. Bielińskiego, ponadto 70 w garnizonie warszawskim. Złożył broń wraz z korpusem Ramoriny 18 września 1831 na granicy austriackiej.
W sierpniu 1831 skreślono ze stanu armii internowaną w Prusach 2 Dywizje Piechoty dowodzoną przez gen. Giełguda. Powstała nowa 6 Dywizja Piechoty. Pułk wszedł w jej skład.

## Żołnierze pułku
Dowódcy pułku

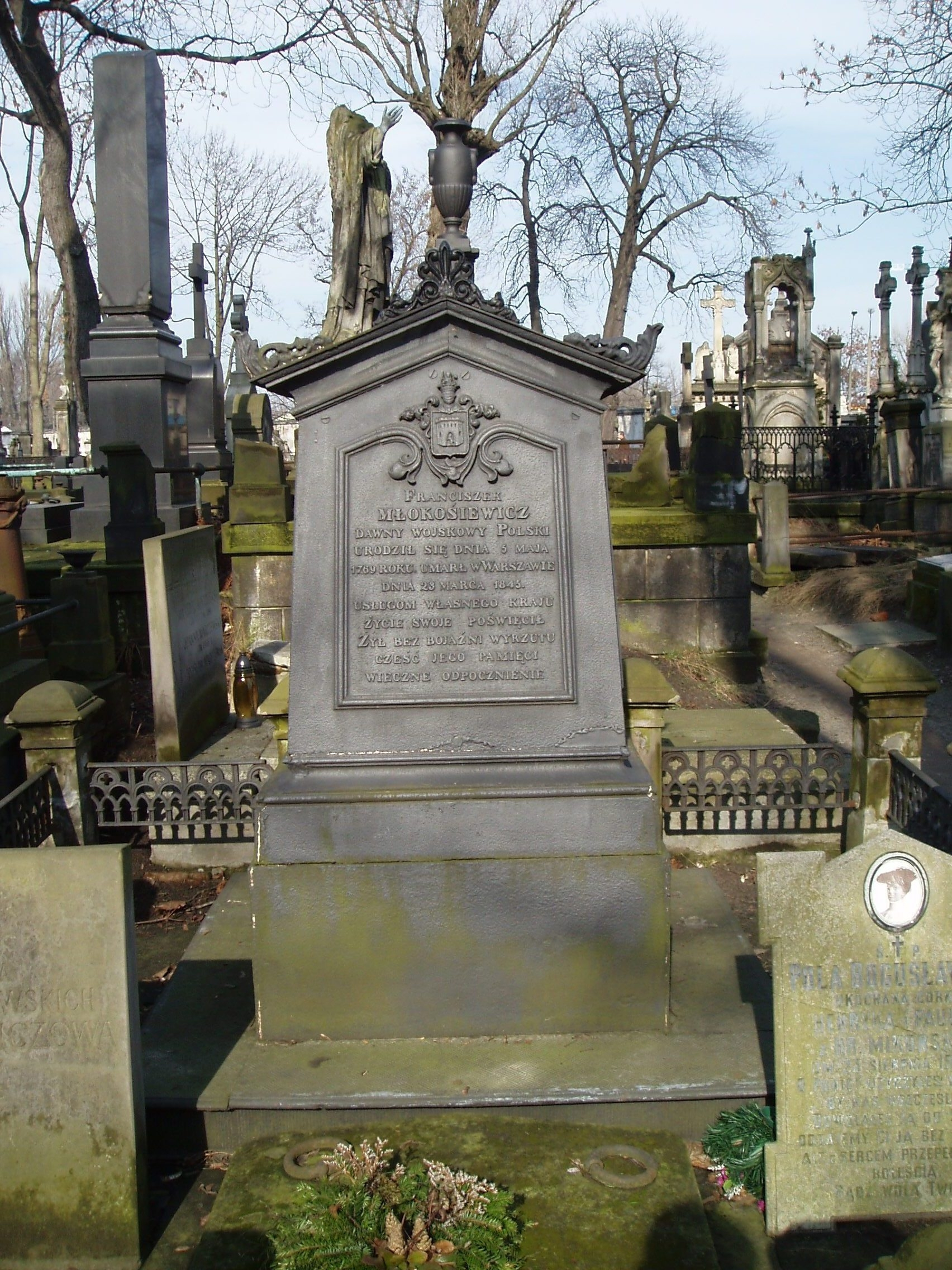
Nagrobek gen. Młokosiewicza na Powązkach

- ppłk Franciszek Młokosiewicz (1830, od 1 maja płk)
- mjr Józef Odolski (tymczasowo dowodził od 25 maja 1831, od 1 sierpnia ppłk)

Żołnierze
- ppor. Ferdynand Biesiekierski

## Walki pułku
Pułk brał udział w walkach w czasie powstania listopadowego.
Bitwy i potyczki:
- Józefów (4 kwietnia)
- Słupia (6 kwietnia)
- Kamień (7 kwietnia)
- Solec (11 kwietnia)
- Wronów (17 kwietnia)
- Kazimierz Dolny (18 kwietnia)
- Solec (29 kwietnia)
- Regów (18 maja)
- Mińsk (14 lipca)
- Szymanów (15 sierpnia)
- Rogoźnica (29 sierpnia).

W 1831, w czasie wojny z Rosją, żołnierze pułku otrzymali 7 złotych i 4 srebrne krzyże Orderu Virtuti Militari.

## Uzbrojenie

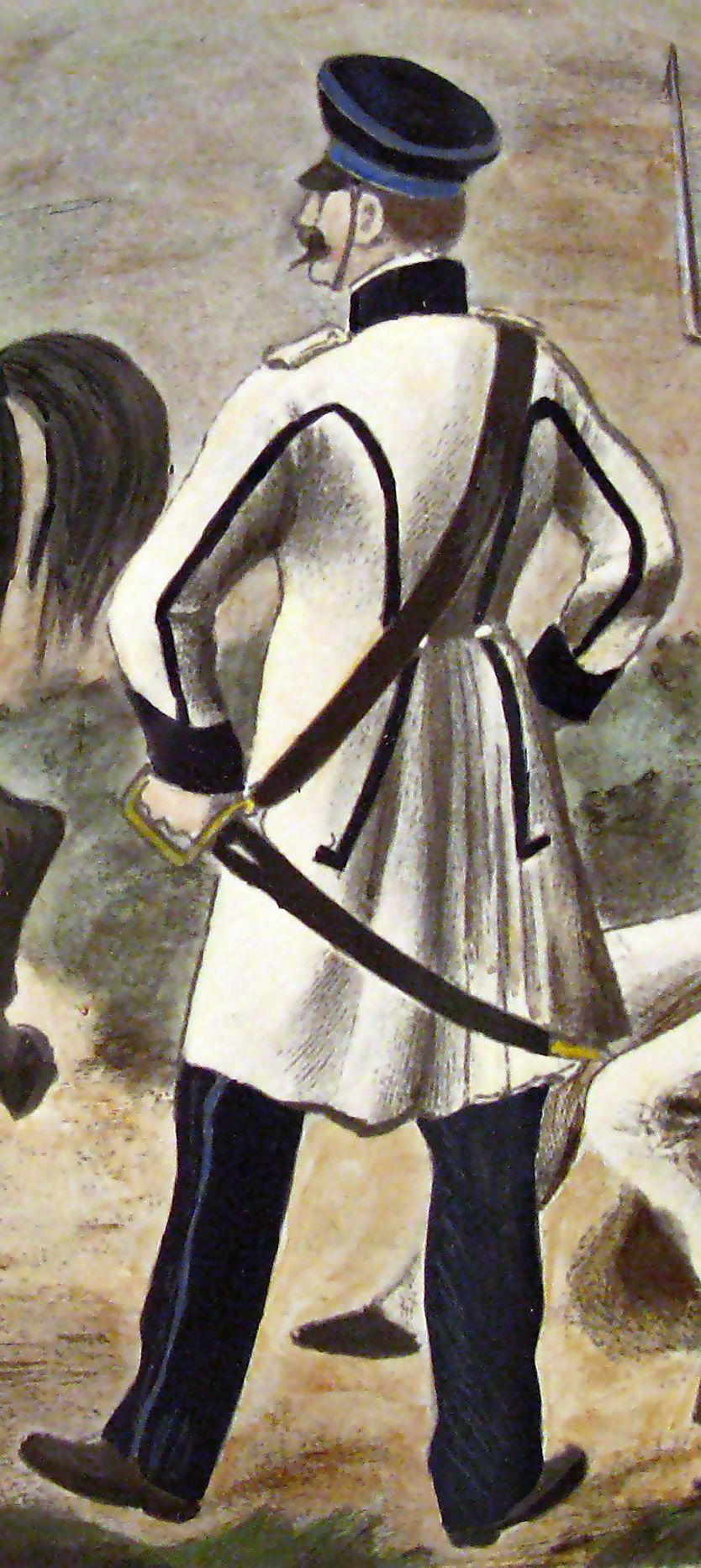
Żołnierz 11 pułku piechoty

Uzbrojenie podstawowe piechurów stanowiły kosy i piki oraz karabiny skałkowe, a także tasaki, czyli pałasze piechoty. Z magazynów Komisji Rządowej Wojny nowe pułki piechoty otrzymywały początkowo przeciętnie 430 karabinów. Zapewne były to karabiny francuskie wz. 1777 (kaliber 17,5 mm), być może rosyjskie z fabryk tulskich wz. 1811 (kaliber 17,78 mm), z bagnetami. W późniejszym okresie uzbrojenie poprawiało się, dzięki broni zdobycznej i dostawom karabinów własnej produkcji.  Wyposażenie żołnierzy, uzbrojonych w karabiny, uzupełniała ładownica na 40 naboi (czasem zastępowana torbą płócienną) oraz pochwa na bagnet.

## Umundurowanie
Umundurowanie początkowo było niejednolite i powinno składać się, zgodnie ze wspomnianym rozkazem, z:
- wołoszki lub sukmany, najlepiej sukiennej, podszytej płótnem, w kolorze zgodnym ze strojem włościańskim w danym województwie, z kołnierzem w kolorze województwa;
- kaftana lub kożuszka z rękawami, zakrywającego podbrzusze;
- spodni sukiennych, płótnem podszytych, szarych lub w kolorze wołoszki;
- ciżem (trzewików) lub butów krótkich (z krótkimi cholewami);
- furażerki z zausznicami, z lampasem (otokiem) w kolorze województwa;
- dwóch halsztuchów (chustek na szyję) czarnych;
- trzech koszul;
- pary rękawiczek bez palców;
- dwóch par gatek (kalesonów) płóciennych.

W późniejszym okresie, po przejściu na etat Komisji Rządowej Wojny, umundurowanie zostało ujednolicone i składało się z białej wołoszki z niebieskimi wyłogami rękawów, naramiennikami i kołnierzem, spodni granatowych z niebieską wypustką oraz granatowej furażerki z niebieskim otokiem i wypustką. Pasy i trzewiki czarne.
Wyłogi niebieskie.